# Pruskie koleje państwowe

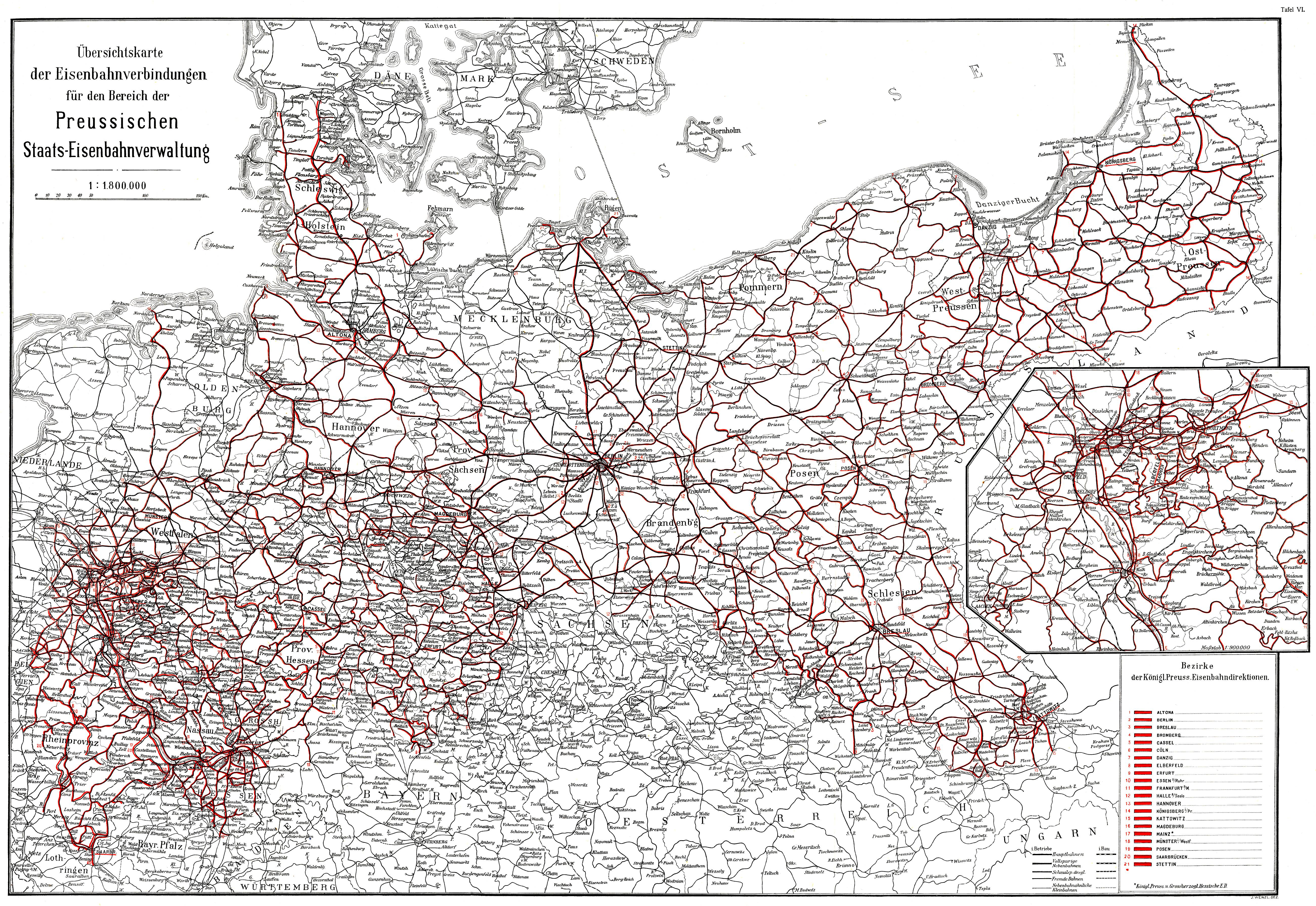
Mapa poglądowa sieci Zarządu Pruskich Kolei Państwowych przed 1912 r.

Pruskie koleje państwowe (niem. Preußische Staatseisenbahnen) – syntetyczna nazwa łącząca przedsiębiorstwa kolejowe, które były w posiadaniu bądź pod zarządem administracji państwowej Królestwa Prus przed 1920 r. Popularnie oznaczane skrótem KPEV, który jednak nie był oficjalną nazwą.

## Historia
Pierwsze koleje w Prusach, począwszy od Kolei Berlin-Poczdam (niem. Berlin-Potsdamer Eisenbahn) z 1838 r. były własnością prywatną.
Różne, zorientowane komercyjnie koleje prywatne, w zależności od miejscowych możliwości i potrzeb, z czasem uzależniano od państwa. Odbywało się to przez odpowiednie ustawodawstwo i koncesjonowanie, poprzez wsparcie finansowe lub zakup udziałów. Inną drogą trafienia kolei pod administrację pruską było jej przejęcie po wojnie prusko-austriackiej 1866 r., w wyniku aneksji przez Prusy innych państw niemieckich (Królestwo Hanoweru, Księstwo Nassau, Elektorat Hesji i Wolne Miasto Frankfurt). Wykup przez państwo odbywał się na dużą skalę po 1880 r., podczas korzystnej sytuacji finansowej Cesarstwa Niemieckiego, aż do nacjonalizacji w 1888 r. większości ówcześnie działających w Prusach kolei prywatnych.
Poszczególne koleje działały jako samodzielne przedsiębiorstwa, posiadające własny tabor i organizację samostanowienia. Z czasem, administrację kolei wyodrębniono z przedsiębiorstw kolejowych do specjalnych urzędów – terenowych Dyrekcji Kolei (niem. skrót KED). Od 1895 r. istniały dyrekcje: Altona, Berlin, Breslau (Wrocław), Bromberg (Bydgoszcz), Cassel, Cöln linksrh., Cöln rechtsrh. (Kolonia lewy i prawy brzeg Renu), Danzig (Gdańsk), Elberfeld, Erfurt, Essen, Frankfurt (nad Menem), Halle, Hannover (Hanower), Kattowitz (Katowice), Königsberg (Królewiec), Magdeburg, Münster, Posen (Poznań), Saarbrücken, Stettin (Szczecin). 1 kwietnia 1895 r. połączono dyrekcje Cöln, a 1 kwietnia 1897 r. utworzono dyrekcję Mainz (Moguncja).
Od 1912 r. rozpoczęto elektryfikację ważniejszych szlaków systemem 15 kV 16,7 Hz.
Pod koniec I wojny światowej koleje państwowe w Prusach osiągnęły łączną długość prawie 37 500 kilometrów. Historia kolei pruskich skończyła się wraz z powstaniem Republiki Weimarskiej i fuzją wszystkich kolei landowych w jedną Deutsche Reichsbahn w 1920 r.

## Nazwa

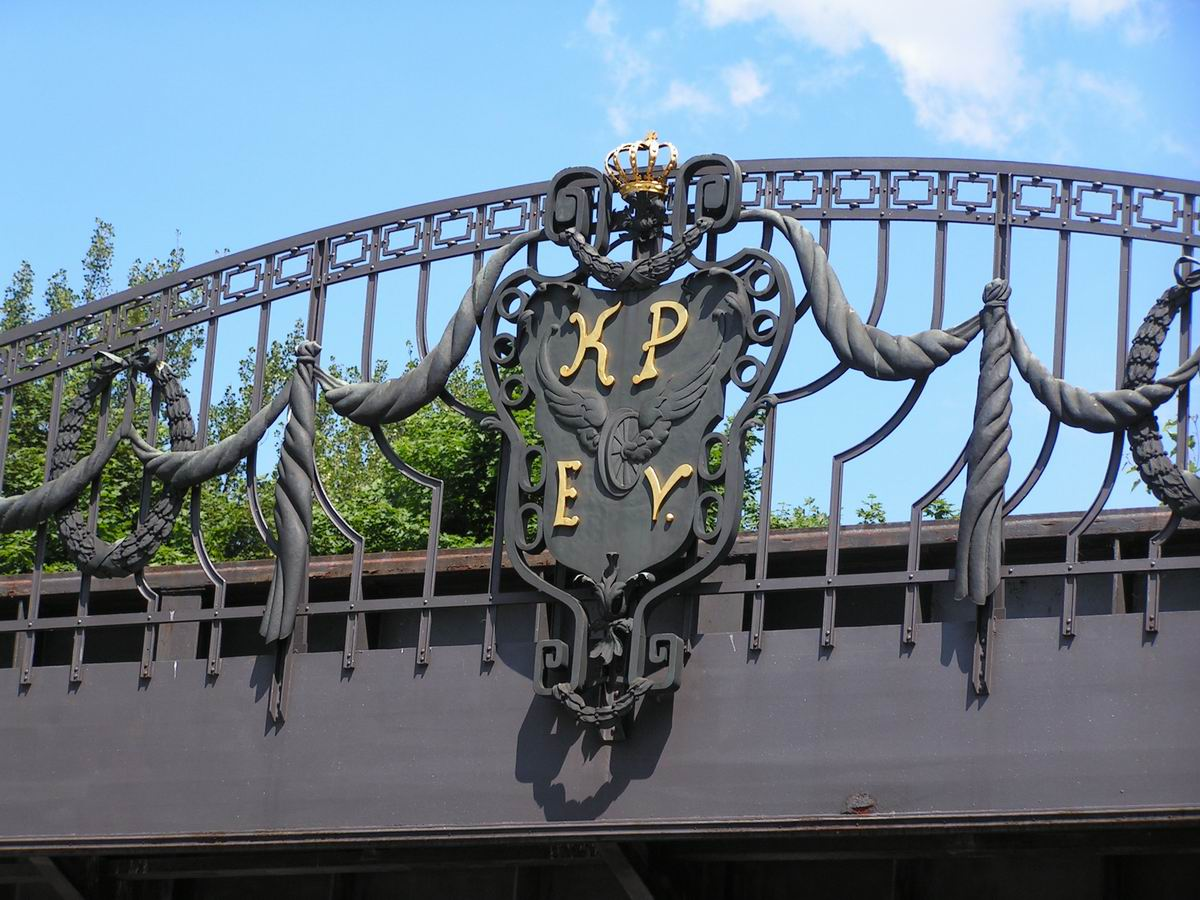
Herb KPEV na stacji S-Bahn Berlin Mexikoplatz

Oficjalna, wspólna nazwa kolei pruskich na przestrzeni lat ulegała zmianie:
- Królewskie Pruskie Koleje Państwowe (Königlich Preußische Staatseisenbahnen, K.P.St.E.),
- od 1897 r. Królewskie Pruskie i Wielkoksiążęce Heskie Koleje Państwowe (Königlich Preußische und Großherzoglich Hessische Staatseisenbahn, K.P.u.G.H.St.E.)
- po I wojnie światowej jako Pruska Kolej Państwowa (Preußische Staatsbahn, P.St.B.).

Popularnie używany jest w odniesieniu do kolei pruskich skrót KPEV, pochodzący od nazwy Königlich Preußische Eisenbahn-Verwaltung (Zarząd Królewskich Pruskich Kolei Żelaznych), który był używany na emblematach kolei. Jednakże taka organizacja faktycznie nie istniała.
- Tabor kolejowy pochodzenia pruskiego był podstawą wyposażenia PKP od chwili odrodzenia państwa polskiego, a niezwykle trwałe i doskonałe konstrukcyjnie pruskie parowozy (w tym liczące setki egzemplarzy serie jak Ok1, Tp4, Tw1, TKi3) oraz wagony osobowe (m.in. „boczniaki”) i towarowe używane były powszechnie na PKP jeszcze w dekadzie 1970–1980.